# Tarvisio–Ljubljana-vasútvonal
A Tarvisio–Ljubljana-vasútvonal egy egyvágányú, normál nyomtávolságú, csak részben üzemelő fővonal Olaszországban és Szlovéniában, amelyet eredetileg a Kronprinz Rudolf-Bahn (Sankt Valentin-Laibach) épített és üzemeltetett. Jesenice és Ljubljana között ma a Salzburgból Villachon keresztül Ljubljanába vezető távolsági összeköttetés része, a Tarvisio-Jesenice szakasz le van zárva, ezért Ljubljana-Jesenice-vasútvonalnak is nevezik (szlovénül Železniška proga Ljubljana - Jesenice).

## Története
A Tarvisiótól (Tarvis) Jesenicén (Aßling) át Ljubljanába (Laibach) vezető vasútvonalat 1870. december 14-én nyitották meg az osztrák Kronprinz Rudolf-Bahn részeként. Miután 1873-ban elkészült a Villach-Tarvisio összeköttetés is, így közvetlen összeköttetés nyílt Prágából Ljubljanába, amelyet a Déli Vasút már 1849 óta összekötött a fővárossal, Béccsel.
Jesenice 1906 óta a Karavankák-alagút és a Karawanken vasútvonal révén közvetlen összeköttetésben áll Villach és Klagenfurt városával.
1918 után a Tarvisiótól az olasz-szlovén határig tartó szakasz Olaszországhoz, a határtól Jesenicén át Ljubljanáig tartó szakasz Jugoszláviához került. 1967-ben az olaszországi szakaszt, két évvel később a határtól Jesenicéig tartó szakaszt lezárták.
A Jesenice-Ljubljana vonalat 1992 óta a Slovenske Železnice üzemelteti.
Az 1990-es évek közepe óta a szlovén Savetalban, Jesenice és Kranjska Gora között az egykori vasútvonal egy részén szinte folyamatos kerékpárút van.

## Műszaki jellemzői
A meglévő Jesenice-Ljubljana vonal egyvágányú és 3 kV-os egyenfeszültséggel villamosított. A Jesenicében csatlakozó Karavanke-alagúttal együtt fontos összeköttetést jelent Ausztria és a balkáni országok között. A Karawanken-alagúton átvezető vonal 15 kV váltakozó feszültséggel van villamosítva, ezért Jesenice állomás klasszikus rendszerváltó állomás, az olasz modell szerinti keresztirányú szétválasztással. A villanymozdonyok leeresztett áramszedőkkel lépnek be az adott másik áramellátó rendszerbe, és vagy egy tolatómozdony vagy az új vonat mozdonya húzza ki őket, és saját áramellátó rendszerük alatt tolják vissza. A több rendszerre képes gépeket a forgalmi megállóban, álló helyzetben kapcsolják át. A felsővezeték-rendszer lehetővé teszi az átmenő vonatok közlekedését is, de az áramrendszer megváltoztatásakor az áramszedőt is át kell váltani.

## Útvonal

### Tarvis - Jesenice (ma kerékpárút)
A Rudolfsbahn ága, amely a régi Tarvisio Centrale állomásról indult, éles bal kanyarban hagyta el az állomást, azonnal keresztezte a mélyen bevágott Gailitzot, és hajtűkanyarszerűen kanyarodott magasan a Gailitz-völgy felett kelet felé a Weissenbach-patak (Rio Bianco) medrében, és annak déli lejtőin (a mai Villabassa / Seebach) vagy oldalmedrekben meredeken felfelé, a valromanai Fusine felé. A Fusine-től keletre lévő völgylépcső leküzdése érdekében a vonal már Fusine felett jelentős magasságot nyert, amivel a mai szlovén államhatárnál - a Ratece - mintegy 850 m tengerszint feletti magasságban érte el a völgytalpat. Innen a vonal a Száva völgyében ereszkedik le Ljubljanába.
Először Kranjska Gora érintésével követte a völgy déli szárnyát, majd észak felé az egykori Rute (ma Gozd Martuljek) állomásnál keresztezte a folyót, majd a völgy északi szárnyának lábát követte a Száva folyó völgytalpán fekvő Jesenice/Assling állomásig.

### Jesenice - Kranj
Jesenicében a Wocheiner vasút dél felé elhagyja a Rudolf-vasutat, míg ez utóbbi a hegy északi lábánál délnyugat felé halad tovább. Žirovnicánál a vasút áthidalja az itt mélyen betemetett, keleti oldalvölgyből eredő Zavrsnicát és annak déli gerincét, és azonnal belép a széles, lapos magas teraszra, egyenes vonalban Radovljica felé. Radmannsdorfból az egyvágányú Rudolf-vasút először a medencesíkság északkeleti peremén ereszkedik le a Száva folyóhoz, áthidalja azt Globokóig, majd a Száva déli oldalán, immár árvízvédetten a partteraszon vagy a lejtő lábánál halad tovább Kranj/Krainburgig.
Kranjtól délre, a széles, lapos medencén egyenes vonalban áthaladva csatlakozik Skofja Loka/Bischoflack felé, ami kitérőt jelent Medvode felé, ahol a Sora mentén ismét elérjük a Szávát. Délkelet felé haladva elérjük a széles ljubljanai medencét, és egyenes vonalban megcélozzuk Ljubljana főpályaudvarát, amelybe a vonal éles bal kanyarban lép be.

## További információ
- Eisenbahngeschichte Alpen - Donau - Adria
- Bericht der Slowenischen Staatsbahn Archiválva 2008. szeptember 17-i dátummal a Wayback Machine-ben